# Prima e dopo
Prima e dopo (Before and After) è un film del 1996 diretto da Barbet Schroeder, tratto dal romanzo di Rosellen Brown.

## Trama
In una villa confortevole di un piccolo centro alla periferia di Rochester, una sera d'inverno, fredda e nevosa, Ben Ryan (scultore), mentre scherza con Judith, la figlia più piccola, sui preparativi per la cena, riceve la visita preoccupata di un amico poliziotto che gli chiede la chiave del garage per controllare la sua automobile. Alla reazione di Ben, sorpreso per l'insolita domanda, l'amico gli dice che è stata trovata morta, orrendamente sfigurata, una ragazza frequentata da Jacob, il suo sedicenne figlio che è stato visto poco prima con costei.
Ben rifiuta ed esige un mandato di perquisizione, prima di lasciar scendere l'amico nel garage. Vi scende invece lui preso dall'angoscia che possa essere successo qualcosa a Jacob. Scopre, sconvolto, nell'automobile prove agghiaccianti che si affretta a distruggere al vicino bruciatore, e risale in casa un attimo prima dell'arrivo della polizia. Rientrata anche la moglie Carolyn, una valente pediatra, la quale, altrettanto angosciata per Jacob, non condivide il comportamento del marito, temendo piuttosto che il ragazzo possa essere stato vittima di un'aggressione anziché coinvolto in un delitto per lei inconcepibile. Intanto Jacob non ritorna a casa mentre arrivano invece cartoline da Boston, da Washington: sta bene e nessuno si deve preoccupare. Il mistero si addensa e il contrasto fra i coniugi pure. E quando Jacob torna questi si chiude in un mutismo assoluto.
Ben convince Carolyn a ricorrere a Panos Demeris, un avvocato assai noto, cinico e presuntuoso, al quale non viene detto nulla sull'occultamento delle prove. Frattanto, elemento catalizzatore risulta la piccola Judith che riesce a raggiungere il fratello, che si è isolato in un capanno sistemato su di un grosso albero della villa. In seguito Jacob rientra in casa e dice, finalmente, tutta la verità: non ha ucciso volontariamente la ragazza ma, in un diverbio in cui gli aveva confessato di averlo tradito facendosi mettere incinta da un altro, costei è caduta incidentalmente sul crick dell'automobile mentre tentava di usarlo.
Temendo di non esser creduto dalla polizia Jacob fugge; poi si costituisce ma ottiene gli arresti domiciliari a casa sua dove la gente del paese mette in cattiva luce la famiglia. Processato, Jacob ottiene una condanna relativamente mite (5 anni) per omicidio preterintenzionale; e così pure Ben per l'occultamento delle prove (circa un anno). Dopo 2 anni, Jacob viene rilasciato in libertà vigilata e così la famiglia potrà cercare di ricostruirsi una "normalità", dopo essersi trasferita, anche se il loro "dopo" non sarà più come "prima".

## Incassi
In totale il film ha incassato (secondo IMDb, al 2015) circa 17 milioni di dollari, non riuscendo quindi a superare il budget di 35 milioni di dollari.